# فرینج (فصل ۳)
سومین فصل از مجموعه تلویزیونی علمی تخیلی فرینج است که از تاریخ ۲۳ سپتامبر ۲۰۱۰ تا ۶ مه ۲۰۱۱ پخش شد. این مجموعه توسط بد ربات پروداکشن و با همکاری وارنر بروس در ۲۲ قسمت تهیه شده است.

## بازیگران

### شخصیت‌های اصلی
- آنا تورو در نقش اولیویا دانم
- جاشوا جکسون در نقش پیتر بی‌شاپ
- جان نوبل در نقش دکتر والتر بی‌شاپ
- بلر براون در نقش نینا شارپ
- لنس ردیک در نقش فیلیپ برویلز
- جسیکا نیکول در نقش استرید فارنسورث
- ست گیبل در نقش لینکولن لی

### شخصیت‌های مهمان
- کیرک آکوادو در نقش چارلی فرانسیس
- مایکل سروریس در نقش ناظر
- کلارک میدلتون در نقش ادوارد مارخام کتاب فروش
- اورلا بریدی در نقش الیزابت بی‌شاپ، مادر پیتر
- کوین کوریگان در نقش ساموئل ویس

## داستان
در این فصل داستان هر دو جهان موازی به شکلی همزمان مطرح می شود که افرادی در هر کدام قصد از بین بردن جهان دیگر را دارند.